# História do hambúrguer

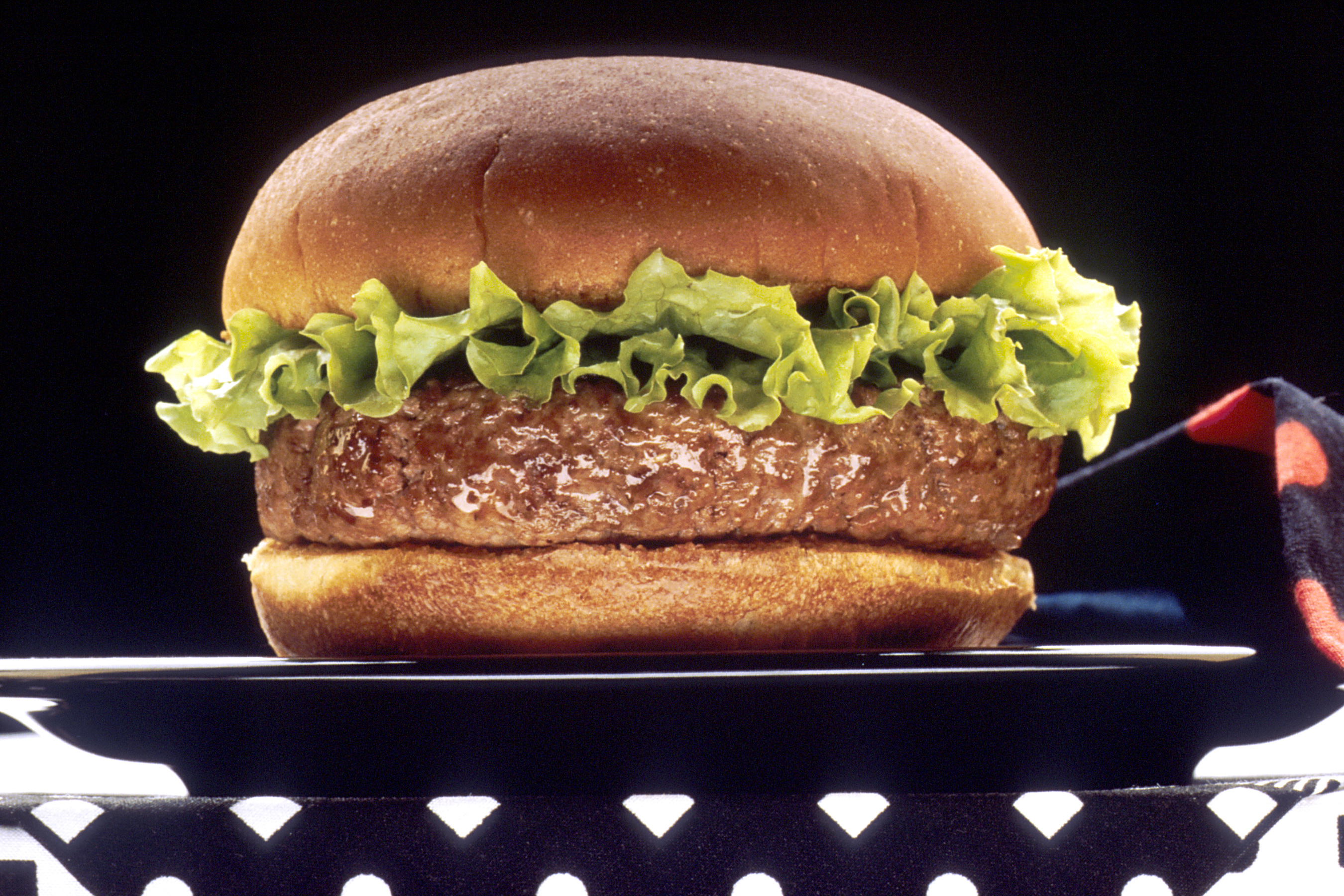
Hambúrguer com os ingredientes típicos: pão, carne, e vegetais.

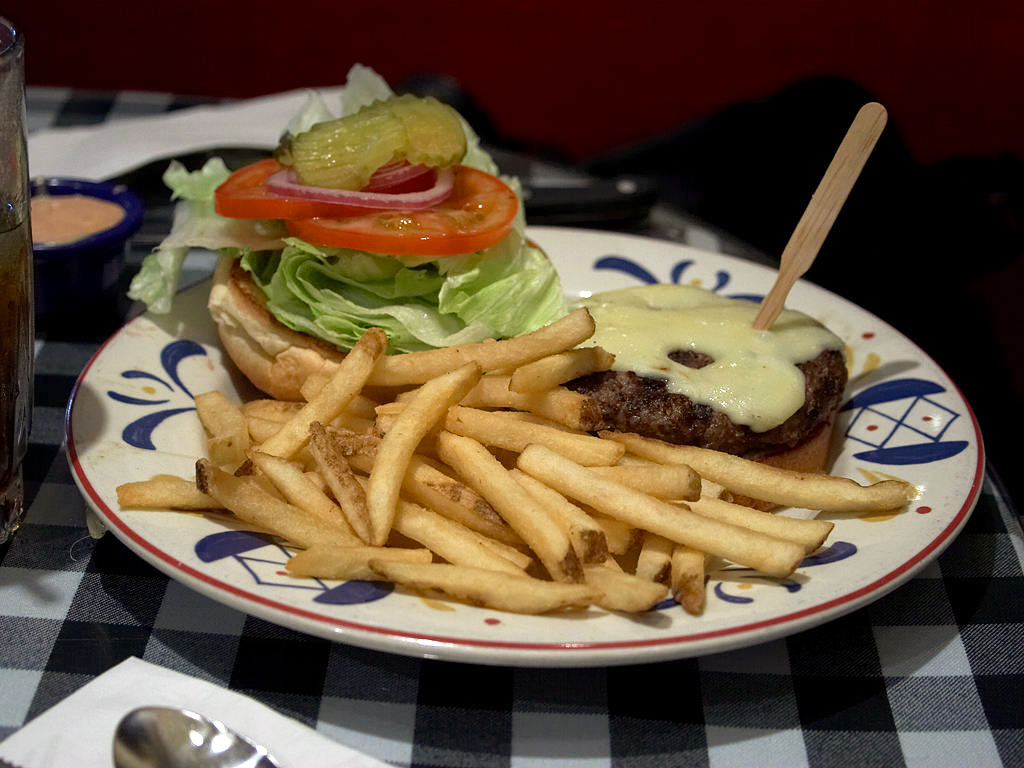
Hambúrguer aberto com queijo processado e batatas fritas.

As origens do hambúrguer são incertas e permeadas de mitos e histórias, porém é bem provável que tenha sido preparado pela primeira vez da maneira como o conhecemos hoje em fins do século XIX ou começo do século XX. O hambúrguer moderno é derivado das necessidades culinárias de uma sociedade que mudava rapidamente devido à industrialização e, portanto, usufruíam de menos tempo para o preparo de alimentos e consumo das refeições.
Grande parte do motivo pelo qual sua história é controversa deve-se ao fato de que os americanos disputam o título de terem sido os primeiros a combinar duas fatias de pão com um bife de carne moída, formando um "sanduíche de hambúrguer", muito embora seus dois ingredientes básicos, o pão e a carne, terem sido preparados e consumidos separadamente durante muitos anos antes dessa combinação. Pouco tempo depois de sua criação, o hambúrguer foi preparado com todas as guarnições que hoje em dia lhe são tipicamente características—com cebolas, alface e os picles cortados.
Durante o século XX, existiram diversas polêmicas em relação ao valor calórico deste alimento, incluindo a controvérsia nutricional no final da década de 1990, mas não deixou de refletir parte da história do século XX e ser associado a um certo simbolismo. Hoje em dia o hambúrguer é costumeramente correlacionado com os Estados Unidos e com um determinado estilo culinário, a saber o fast food. Ao lado do frango frito e da torta de maçã, se tornou um ícone da culinária americana.
Contudo, também tem popularidade internacional e a sua fama mundial certamente representa o maior tipo de globalização do consumo de comida humano, ao lado de outros pratos como o döner kebab turco, a pizza italiana, e o sushi japonês. Espalhou-se facilmente por continentes de diferentes culturas e culinárias devido, segundo alguns, à sua fácil maneira de preparo e entendimento. A cultura global da culinária em torno do hambúrguer deu-se pelo conceito de venda de alimentos processados, imaginado de maneira notável na década de 1920 pela cadeia de restaurantes White Castle (McDonald's e por Ray Kroc). Essa expansão mundial tem proporcionado comparações econômicas como o Índice Big Mac que permite a comparação do poder de compra dos diversos países onde o hambúrguer Big Mac é vendido hoje em dia.

## Cultura popular

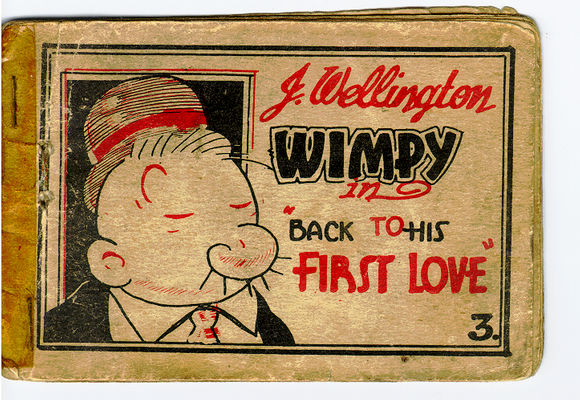
Wimpy, ou Dudu, um dos amigos do Popeye, numa tira de quadrinhos de 1931; Wimpy tinha uma fome insaciável por hambúrgueres.

Durante o período pós-guerra, o hambúrguer era muito famoso, inclusive na cultura popular. Um exemplo disso era o frequente aparecimento de hamburgueres no quadrinho Popeye de E. C. Segar, cujo protagonista era o Marinho Popeye que comia espinafre para sustentar sua força sobre-humana; sua primeira aparição, contudo, foi como personagem coadjuvante em 17 de janeiro de 1929 ao lado de outros personagens, incluindo J. Wellington Wimpy (muitas vezes abreviado para apenas "Wimpy" e conhecido no Brasil como Dudu), um guloso educado que era apaixonado por hambúrgueres. Sua frase marcante, "Pagarei com prazer na terça, por um hamburguer hoje!" (em inglês I'll gladly pay you tomorrow for a hamburger today) tornou-se famosa. Durante o auge de sua popularidade nos anos 1930, Dudu passou uma imagem de que os hambúrgueres eram saudáveis para a juventude da época, e sua fama resultou na criação de uma cadeia de restaurantes fast food chamada Wimpy a sua homenagem, que vendia hambúrgueres por dez centavos.
Logo muitos outros personagens de ficção ficaram associados ao hambúrguer, como o Ronald McDonald, um palhaço desenhado por Willard Scott que surgiu pela primeira vez na televisão americana em 1963, e tornou-se famoso. Na década de 1960 o hambúrguer era citado em quadrinhos undergrounds como o Zap Comix #2 do desenhista Robert Crumb, onde havia um personagem chamado "Hamburger Hi-Jinx". No final dessa década, a arte pop utilizou o hambúrguer como elemento artístico, em trabalhos de Andy Warhol (Dual Hamburger), Claes Oldenburg (Floor Burger), Mel Ramos (Vinaburger, 1965), e mais recentemente, David LaChapelle (Death by Hamburger, 2002).
A nave estelar conhecida como Millennium Falcon, projetada por George Lucas para o Star Wars, foi baseada num formato de hambúrguer. Outras mídias também fazem ou fizeram frequentes aparições ou citações de hambúrgueres, como o jogo BurgerTime de 1982.

## Fenômeno global

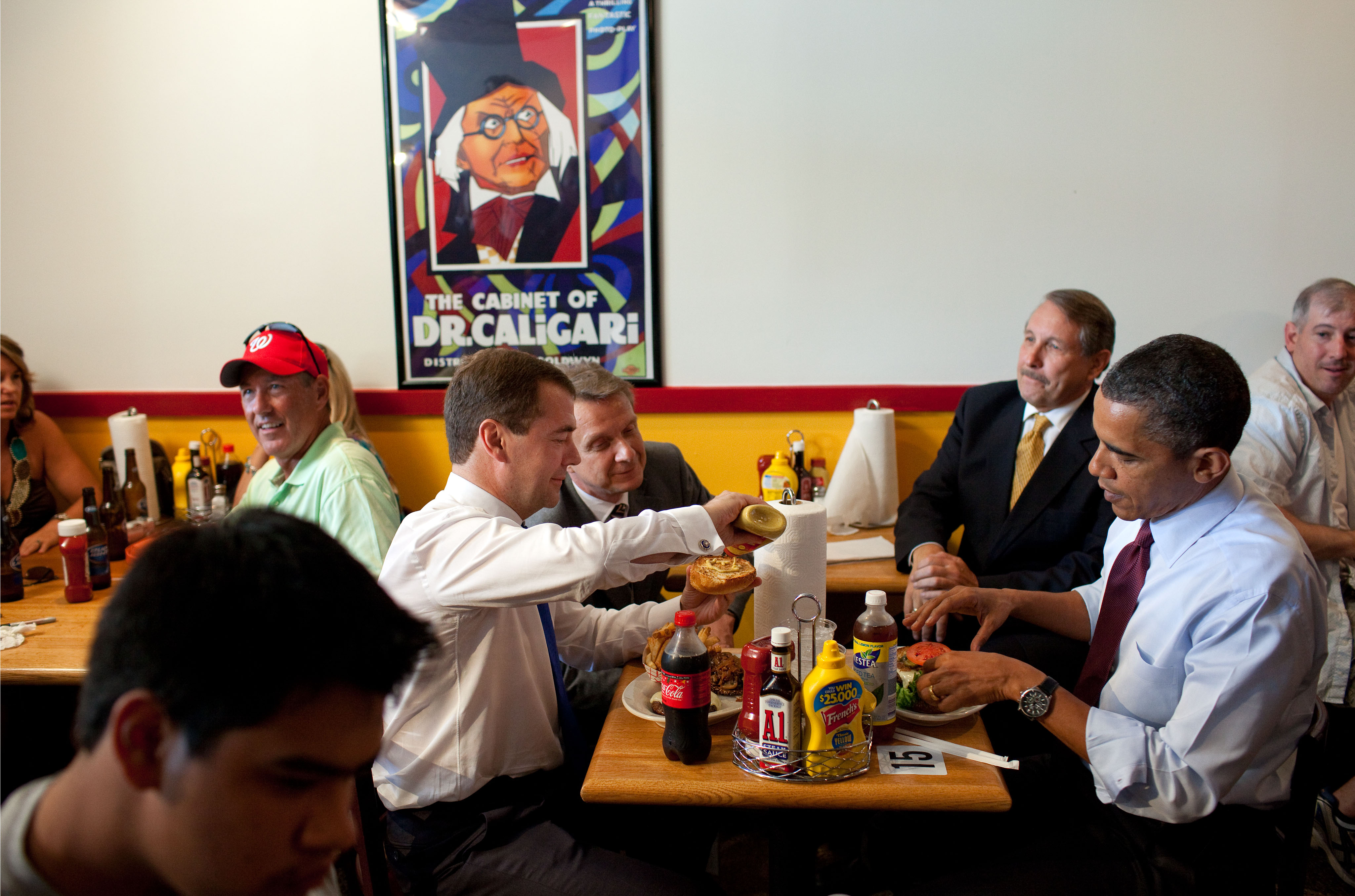
Barack Obama e Dmitri Medvedev, Presidente da Rússia, comem hambúrguer num restaurante de fast food.

O hambúrguer moderno foi desenvolvido nos Estados Unidos, mas até o final da Segunda Guerra Mundial, começou a se espalhar para outros países como fast-food e se tornou globalizado. A principal causa dessa globalização gradual foi o sucesso das cadeias de restaurante de grande porte. O desejo de expandir os negócios e aumentar os lucros fez com que diversas franquias fossem criadas em todo o planeta. O McDonald's foi uma das primeiras cadeias de hambúrguer a estabelecer a sua marca mundialmente a sério, mas não foi a única. A Wimpy já operava no Reino Unido em 1954, 20 anos antes do McDonalds funcionar no país, e em 1970 mais de mil restaurantes dessa marca existiam em 23 países diferentes. Em 1952, um campeão de tênis no Torneio de Wimbledon, o americano Robert Falkenburg, abriu a primeira lanchonete Bob's na cidade do Rio de Janeiro, que vendia hambúrguer, milk shake, sundae e era frequentada por nomes como Villa Lobos. Em 21 de agosto de 1971, em Zaandam, perto de Amesterdão, nos Países Baixos, a Ahold abria sua primeira franquia europeia. Na década de 1970 o McDonald's se expandia na Austrália e na Europa. Na Ásia, em 1972 o Japão estabeleceu sua primeira cadeia alimentar de fast food, a MOS Burger (モスバーガー Mosu bāgā), sigla para "Montanha, Ocean/Mar, Sol", que logo tornou-se concorrente do McDonald's. Todos os seus produtos, entretanto, eram adaptados ao mundo asiático, como o hambúrguer teriyaki, o takumi burguer e o riceburger. Em Hong Kong, a Aji Ichiban competia com grandes cadeias de restaurante antes de se espalhar rapidamente por toda a Ásia.

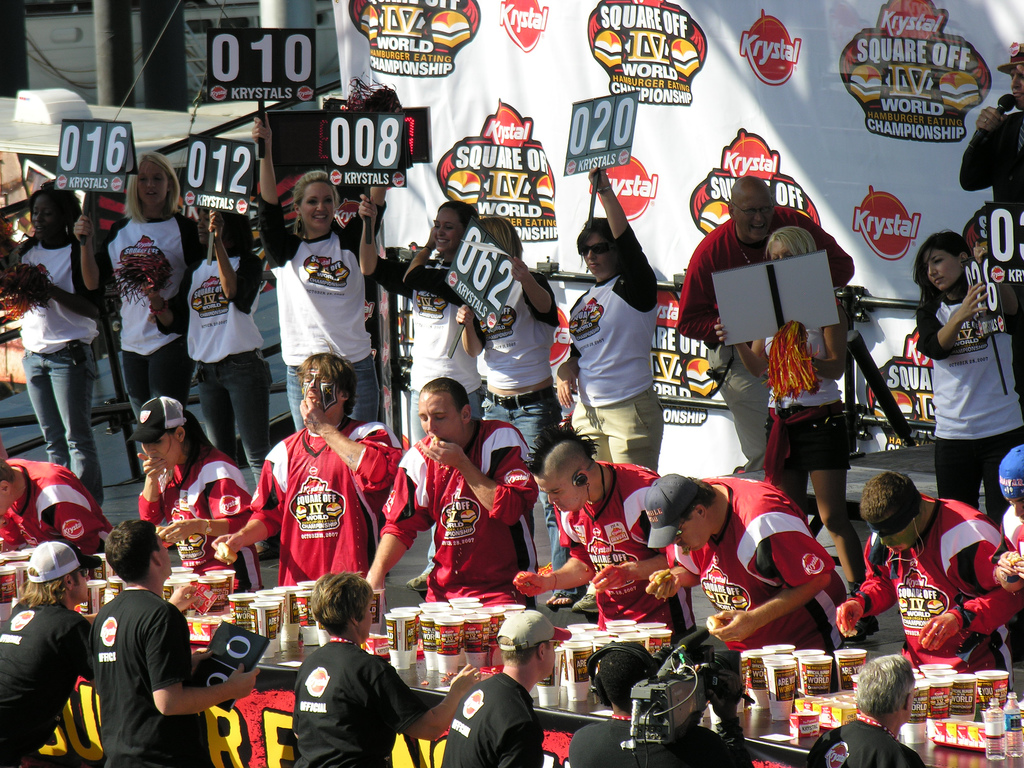
Competidores comem hambúrgueres na Krystal Square Off de 2007.

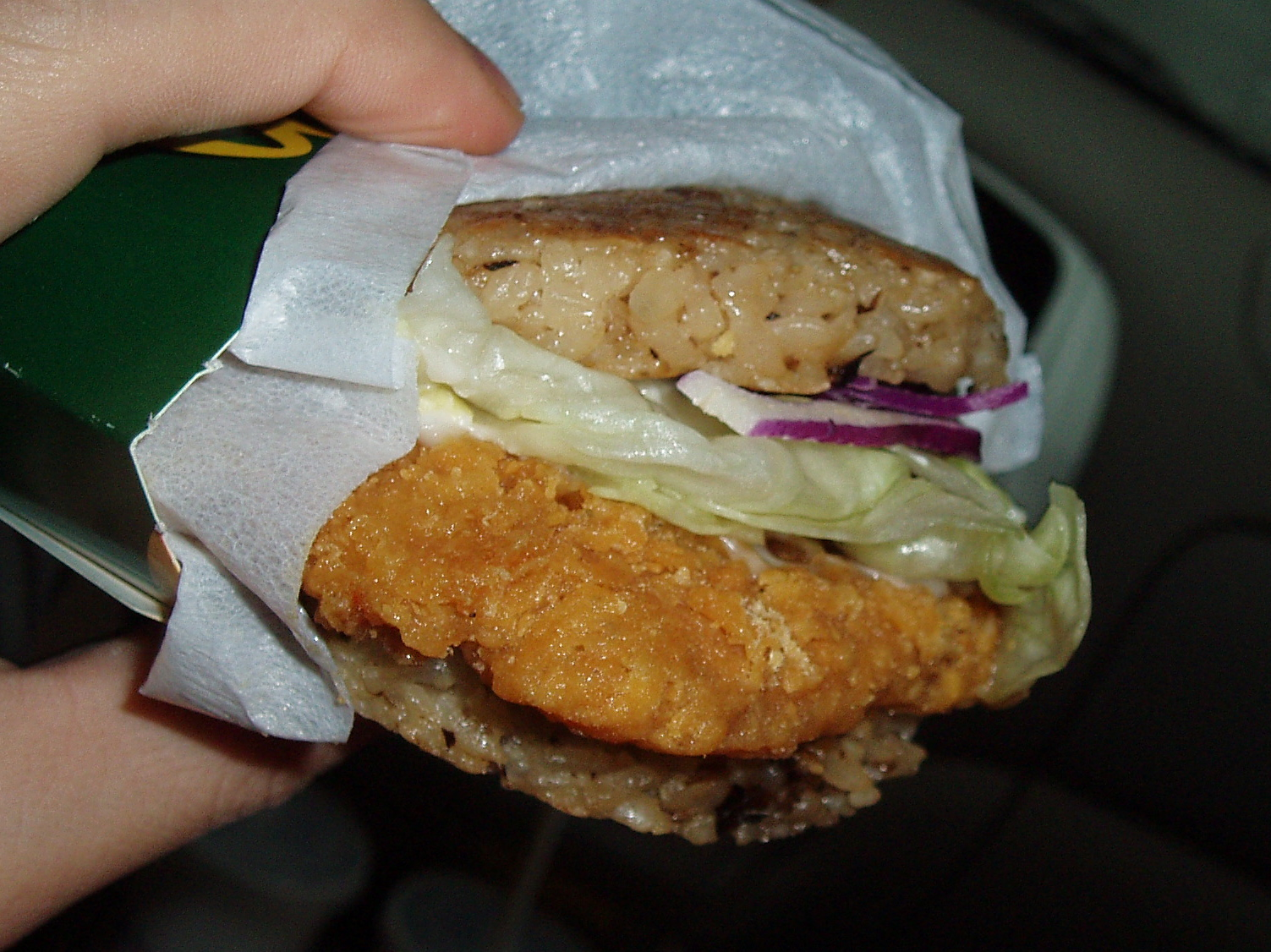
Novo continente, novos ingredientes: hambúrguer de arroz do Vietnã.

Ao mesmo tempo, o hambúrguer foi crescendo em popularidade em todo o mundo, mantendo uma variedade de características de distintos locais. Tais exemplos incluem a carne moída feita a partir de animais locais, como os cangurus da Austrália. Sua expansão e padronização criou a criação de um índice de preços que pode ser usado como referência econômica entre os países, conhecido como o Índice Big Mac. É medido o valor (em US$) de um hambúrguer em diferentes partes do mundo, permitindo a comparação da paridade do poder de compra de 120 economias nacionais em que o McDonald's possui franquia e expande seus negócios. O sociólogo George Ritzer cunhou o termo "McDonaldização" em seu livro McDonaldization of Society (1995), mostrando a globalização do consume dos produtos do McDonald's, especialmente o hambúrguer. Paralelamente, outro subproduto da globalização do fast food foi a criação de concursos internacionais de comidas que envolvem competidores de vários países. Um dos mais conhecidos, o Krystal Square Off, tem o objetivo de ver quem come mais hambúrguers, é gerido pela Krystal e tem acontecido anualmente desde 2004.